# I’m Leavin’
Az I’m Leavin’ című dal Lisa Stansfield brit énekesnő 7. és egyben utolsó kislemeze a Lisa Stansfield című 4. stúdióalbumról, mely promóciós kiadványként jelent meg az Egyesült Államokban. A dalt Crayge Lindesay és Telisa Stinson írta. A produceri munkálatokat Ian Devaney és Peter Mokran felügyelte.
A dalhoz készült remixet a Grammy-díjas amerikai táncos, producer Hex Hector készítette. 1998 áprilisában az I’m Leavin’ a 7 slágerlistás dal volt a Billboard Hot Dance Club slágerlistán, és a 4. a "Lisa Stansfield" albumról. A People Hold On (The Bootleg Mixes), a Never, Never Gonna Give You Up, és a Never Gonna Fall című dalok után.
A sikereken felbuzdulva az Arista Records megjelentette a "The Remix Album" című válogatást 1998 júniusában, ahol a dalból két remix is felkerült a lemezre. 8 évvel később 2006. június 6-án a Dance Vault Mixes with five of Hex Hector remix digitális is megjelent az Egyesült Államokban. 2014-ben az I’m Leavin’ (Hex Hector N.Y.C. Rough Mix) felkerült a People Hold On...The Remix Anthology, és a The Collection 1989-2003 című lemezekre.

## Kritikák
A dalt kedvezően értékelték a zenekritikusok, és melankolikus balladának nevezték, mely táncos dalként ragyog, és mindenképp slágerlistás helyezést érdemel. A Billboard a dalt egy intenzíven lelkes, és szívszorító balladának írja le, és megjegyzi, hogy Stansfield legerősebb, és legsikeresebb kislemeze az All Woman óta. A dal lírai szempontból mérföldnyire túlnyúlik a szokásos szerelmi daloktól, és Lisa olyan dalt közvetít, mely belülről jön. Minden szótag csöpögős, nyers, empatikus érzelmekkel.

## Számlista
US promóciós CD single
1. "I’m Leavin’" (Radio Mix) – 4:18
2. "I’m Leavin’" (Album Version) – 4:37

US promóciós 12" single (Hex Hector Remixes)
1. "I’m Leavin’" (Main Club Mix) – 10:08
2. "I’m Leavin’" (Radio Mix) – 4:19
3. "I’m Leavin’" (NYC Rough Mix) – 10:09
4. "I’m Leavin’" (Drums) – 3:08

Európai promóciós CD single
1. "I’m Leavin’" (Hex Hector Radio Mix) – 4:17
2. "I’m Leavin’" (Hex Hector Club Mix) – 10:06

UK promóciós 12" single
1. "I’m Leavin’" (Hex Hector Club Mix) – 10:06
2. "Never, Never Gonna Give You Up" (Hani) – 8:54
3. "Never Gonna Fall" (Victor Calderone) – 7:12

2006 US digital Dance Vault Mixes
1. "I’m Leavin’" (Main Club Mix) – 10:08
2. "I’m Leavin’" (Main Club with Edit) – 9:53
3. "I’m Leavin’" (Radio Mix) – 4:19
4. "I’m Leavin’" (NYC Rough Mix) – 10:09
5. "I’m Leavin’" (Drums) – 3:08

## Slágerlisa
| Slágerlista (1998)                  | Legjobb helyezés |
| ----------------------------------- | ---------------- |
| US Hot Dance Club Songs (Billboard) | 1                |

| Slágerlista (1998)                  | Helyezés |
| ----------------------------------- | -------- |
| US Hot Dance Club Songs (Billboard) | 27       |